# Haukkasalo (ö i Päijänne-Tavastland)
Haukkasalo är en ö i Finland. Den ligger i sjön Päijänne och i kommunen Padasjoki i den ekonomiska regionen  Lahti  och landskapet Päijänne-Tavastland, i den södra delen av landet, 140 km norr om huvudstaden Helsingfors. Öns area är 82,4 hektar och dess största längd är 2 kilometer i öst-västlig riktning.  Ön ligger i sjön Päijänne och i kommunen Padasjoki i Päijänne nationalpark.